# Comunitat de comunes del Pays Houdanais
La Comunitat de comunes del Pays Houdanais (oficialment: Communauté de communes du Pays Houdanais) és una Comunitat de comunes del departament d'Yvelines, a la regió de l'Illa de França, i del departament d'Eure i Loir, a la regió de Centre – Vall del Loira.
Creada al 1997, està formada per 36 municipis, 32 a Yvelines i 4 a Eure i Loir. La seu es troba a Houdan.

## Municipis

### Yvelines
1. Adainville
2. Bazainville
3. Boinvilliers
4. Boissets
5. Bourdonné
6. Civry-la-Forêt
7. Condé-sur-Vesgre
8. Courgent
9. Dammartin-en-Serve
10. Dannemarie
11. Flins-Neuve-Église
12. Grandchamp
13. Gressey
14. La Hauteville
15. Houdan
16. Longnes
17. Maulette
18. Mondreville
19. Montchauvet
20. Mulcent
21. Orgerus
22. Orvilliers
23. Osmoy
24. Prunay-le-Temple
25. Richebourg
26. Rosay
27. Saint-Martin-des-Champs
28. Septeuil
29. Tacoignières
30. Le Tartre-Gaudran
31. Tilly
32. Villette

### Eure i Loir
1. Boutigny-Prouais
2. Goussainville
3. Havelu
4. Saint-Lubin-de-la-Haye

## Eure i Loir
- Pàgina oficial